# دایان هولم
دایان هولم (انگلیسی: Dianne Holum؛ زادهٔ ۱۹ مهٔ ۱۹۵۱) اسکیت‌باز سرعت اهل ایالات متحده آمریکا بود.
از افتخارات وی می‌توان به کسب مدال طلا در بازی‌های المپیک زمستانی ۱۹۷۲ اشاره کرد.